# Ilyodon furcidens
Ilyodon furcidens (Jordan & Gilbert, 1882), è un pesce d'acqua dolce appartenente alla famiglia Goodeidae, sottofamiglia Goodeinae.

## Distribuzione e habitat
Questa specie è diffusa nei bacini dei fiumi Armería e Ameca, in Messico.

## Descrizione
I maschi raggiungono una lunghezza massima di 7 cm, le femmine 9 cm.

## Riproduzione
Come tutti i Godeidi, la fecondazione è interna.

## Acquariofilia
Ilyodon furcidens è, sebbene poco diffusa in commercio, una specie allevata in acquario.